# Aedes incomptus
Aedes incomptus är en tvåvingeart som beskrevs av Arnell 1976. Aedes incomptus ingår i släktet Aedes och familjen stickmyggor.
Artens utbredningsområde är Panama. Inga underarter finns listade i Catalogue of Life.